# Cairns von Cnoc Freiceadain

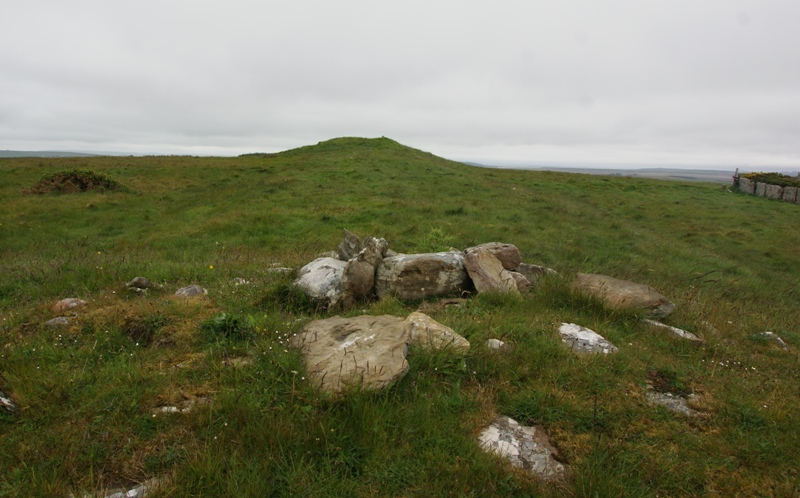
Südcairn

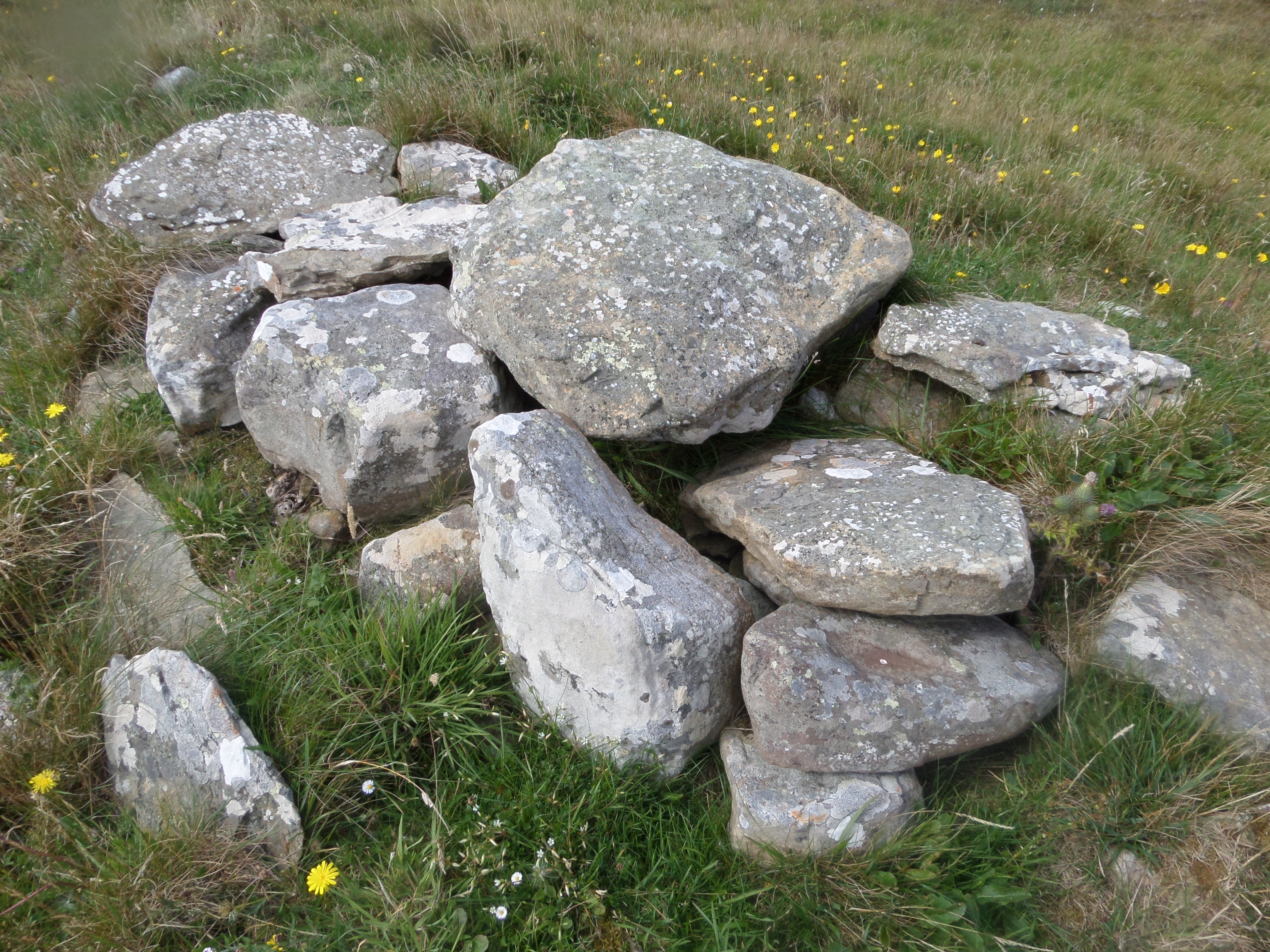
Nordcairn

Die Long Cairns von Cnoc Freiceadain liegen in dem zu den Highlands gehörenden schottischen Distrikt Caithness in der Nähe des Weilers Shebster und der Nordküste.
Die beiden von weitem sichtbaren Cairns liegen rechtwinkelig zueinander auf dem Kamm eines Hügels. Sie sind etwa 60 Meter lang. Während der Nordhügel nur an einem Ende vorspringende Hörner aufweist (Horned Cairn) und damit auf 73 Meter Gesamtlänge kommt, ist der Südcairn (Na tri shean – die drei Feen) beidseitig damit versehen und weist 78 Meter Länge auf. Keiner der Cairns ist ausgegraben worden und ihre Kammern sind nicht zu sehen. Ihre Umrisse weisen darauf hin, dass hier ursprünglich, wie bei den Cairns von Camster, runde Cairns durch einen zwei bis drei Meter hohen Langhügel verbunden und überbaut und damit im äußeren Erscheinungsbild vergrößert wurden.